# Hugo del Carril
Hugo del Carril (Piero Bruno Hugo Fontana; * 30. November 1911 in Buenos Aires; † 13. August 1989 ebenda) war ein argentinischer Tangosänger, Filmschauspieler und -regisseur.

## Leben
Fontana hatte Gesangsunterricht bei der Opernsängerin Elvira Colonese. Er bildete ein Gesangsquartett mit Emilio Castaing, Mario und Martín Podestá und begleitete ab 1929 bei Radio del Pueblo als Refrainsänger Musiker wie Hugo Font und Juan Carlos Cáceres. Später wurde er Mitglied des Trío París, und schließlich bildete er, nun schon mit seinem Künstlernamen Hugo del Carril, das Duo Acuña-del Carril. Mitte der 1930er Jahre nahm er eine Reihe von Titeln mit dem Orchester Edgardo Donatos auf.
Hierauf engagierte ihn Héctor Quesada als Solosänger bei Radio La Nación. Ebenfalls als Solist nahm er 1936 Kompositionen beim Label Victor mit einem Orchester unter Leitung von Tito Ribero auf, der auch in der Folgezeit für ihn als musikalischer Leiter und Berater arbeitete. Im gleichen Jahr begann seine Laufbahn als Schauspieler. Nachdem er in Manuel Romeros Film Los muchachos de antes no usaban gomina einen Auftritt als Sänger hatte und Francisco Canaros Tango Tiempos viejos sang, erhielt er in der Folgezeit tragende Rollen in mehreren Filmen. Ab 1950 arbeitete er – beginnend mit Historia del 900 – auch als Regisseur. Sein Film Las aguas bajan turbias (Die Wasser fließen trüb, 1952, nach dem Buch El río oscuro von Alfredo Varela) mit ihm in der Hauptrolle gilt als Klassiker des argentinischen Films. Alle Titel, die er in den Filmen sang, erschienen auch beim Label Odeon.
Politisch stand del Carril Juan Perón und dem Peronismus nahe, was auch seine Aufnahme des Titels Los muchachos peronistas belegt, der ein Symbol dieser politischen Bewegung wurde. Nach dem Sturz Peróns 1955 ging er nach Mexiko ins Exil. Nach seiner Rückkehr nahm er seine Tätigkeit als Sänger und beim Film wieder auf, konnte aber nicht mehr an seine früheren Erfolge anknüpfen.

## Aufnahmen
- Nostalgias
- Nada más
- Betinoti
- Como aquella princesa
- Percal
- Sosiego en la noche
- Desaliento
- Igual que ayer
- Pobre mi madre querida
- Al compás del corazón
- Nubes de humo
- Buenos Aires
- Tres esquinas

## Filme
als Schauspieler
- 1937: Los muchachos de antes no usaban gomina (Regie: Manuel Romero)
- 1937: La vuelta de Rocha (Regie: Manuel Romero)
- 1938: Madreselva (Regie: Luis César Amadori)
- 1939: La vida es un tango (Regie: Manuel Romero)
- 1939: La vida de Carlos Gardel (Regie: Alberto de Zavalía)
- 1939: Gente bien (Regie: Manuel Romero)
- 1940: El astro del tango (Regie: Luis Bayón Herrera)
- 1940: Confesión (Regie: Luis Moglia Barth)
- 1941: La canción de los barrios (Regie: Luis César Amadori)
- 1941: En la luz de una estrella (Regie: Enrique Santos Discépolo)
- 1941: Cuando canta el corazón (Regie: Richard Harlan)
- 1941: La novela de un joven pobre (Regie: Luis Bayón Herrera)
- 1943: Pasión imposible (Regie: Luis Bayón Herrera)
- 1943: La piel de ZApa (Regie: Luis Bayón Herrera)
- 1944: Los dos rivales (Regie: Luis Bayón Herrera)
- 1945: La cabalgata del circlo (Regie: Eduardo Boneo und Mario Soffici)
- 1946: El socio (Regie: Roberto Gavaldón)
- 1946: La noche y tú (Regie: Chano Urueta)
- 1947: A media luz (Regie: Antonio Momplet)
- 1947: La cumparsita (Regie: Antonio Momplet)
- 1947: Buenos Aires canta (Regie: Antonio Solano)
- 1948: Pobre mi madre querida (Regie: Homero Manzi und Ralph Pappier)
- 1950: El último payador (Regie: Homero Manzi und Ralph Pappier)
- 1956: El último perro (Regie: Lucas Demare)
- 1958: La Fille de feu (Sklavin der Südsee; Regie: Alfred Rode)
- 1959: Buenos días, Buenos Aires (Kurzfilm; Regie: Fernando Birri)
- 1969: El día que me quieras (Regie: Enrique Cahen Salaberry)
- 1969: ¡Viva la vida! (Regie: Enrique Carreras)
- 1970: Amalio Reyes, un hombre (Regie: Enrique Carreras)
- 1973: Siempre fuimos compañeros (Regie: Fernando Siro)
- 1973: La mala vida (Regie: Hugo Fregonese)
- 1976: El canto cuenta su historia (Regie: Fernando Ayala und Héctor Olivera)

als Schauspieler und Regisseur
- 1949: Historia de 900
- 1950: Surcos de sangre
- 1951: El negro que tenía el alma blanca
- 1952: Blutige Wasser (Las aguas bajan turbias)
- 1956: Más allá del olvido
- 1959: Las tierras blancas
- 1960: Culpable
- 1961: Amorina
- 1961: Esta tierra es mía
- 1963: La calesita
- 1964: Die Lasterhafte (La sentencia)
- 1964: Buenas noches, Buenos Aires

als Regisseur
- 1950: Surcos de sangre
- 1954: Die Kurtisane von Santiago (La quintrala)
- 1958: Hände weg von scheuen Mädchen (Una cita con la vida)
- 1964: En marcha… (Kurzdokumentation)
- 1975: Yo maté a Facundo